# The Walking Dead: Daryl Dixon
The Walking Dead: Daryl Dixon é uma série de televisão pós-apocalíptica norte-americana criada por David Zabel para a AMC, baseada no personagem de mesmo nome de The Walking Dead. É o quinto spin-off e a sexta série de televisão da franquia The Walking Dead, compartilhando a continuidade com as outras séries e ambientada após a conclusão da série de televisão original The Walking Dead.
No Brasil, a série estará disponível no Prime Video a partir de 3 de maio; também será exibida pelo canal AMC Brasil.
Norman Reedus reprisa seu papel como Daryl Dixon da série de televisão original, ao lado de Clémence Poésy, Louis Puech Scigliuzzi, Laïka Blanc-Francard, Anne Charrier, Romain Levi e Adam Nagaitis em papéis principais como novos personagens. O desenvolvimento da série começou em setembro de 2020, com o título da série sendo anunciado em outubro de 2022. As filmagens começaram em Paris naquele mês, com o elenco adicional começando em novembro. A primeira temporada estava originalmente planejada para incluir a personagem Carol Peletier, mas ela foi retirada devido a problemas logísticos envolvendo a atriz Melissa McBride. No entanto, foi relatado em junho de 2023 que McBride apareceria na série de alguma forma, fazendo uma participação especial no final da primeira temporada.
The Walking Dead: Daryl Dixon estreou em 10 de setembro de 2023 e consiste em seis episódios. Em julho de 2023, antes do lançamento da primeira temporada, a série foi renovada para uma segunda temporada, que terá o subtítulo The Book of Carol e contará com o retorno de McBride como regular da série. Até o momento, não há previsão para a estreia em Portugal.

## Premissa
Daryl desembarca na França (a origem do vírus zumbi) e luta para entender como chegou lá e por quê. A série acompanha sua jornada por uma França quebrada, mas resiliente, enquanto ele espera encontrar um caminho de volta para casa. Enquanto ele faz a jornada, porém, as conexões que ele forma ao longo do caminho complicam seu plano final.

## Elenco e personagens

### Principais
- Norman Reedus como Daryl Dixon: Um hábil caçador e ex-recrutador de Alexandria que fazia parte do grupo de Rick Grimes em The Walking Dead. Após sair da Commonwealth, ele é capturado e levado pelo Oceano Atlântico antes de chegar à costa da França.[4]
- Clémence Poésy como Isabelle Carriere: Uma freira obstinada e membro de um grupo religioso progressista que encontra Daryl.[5]
- Louis Puech Scigliuzzi como Laurent: Um jovem altamente inteligente que é visto por um grupo religioso como o futuro Messias destinado a guiar a humanidade para uma renovação. Mais tarde, é revelado que ele é filho de Lily e Quinn, bem como sobrinho de Isabelle.
- Laïka Blanc-Francard como Sylvie: Uma freira de voz suave e amiga de Isabelle. Flashbacks revelam que Sylvie era uma estudante no convento quando o apocalipse começou e foi criada pelas freiras depois que seus pais morreram no surto inicial.
- Anne Charrier como Marion Genet: A líder do Pouvoir des Vivants (Poder dos Vivos), um grupo paramilitar de sobreviventes na França.
- Romain Levi como Stéphane Codron: Um guerrier do Pouvoir que desenvolve uma rixa pessoal com Daryl.
- Adam Nagaitis como Quinn (1ª temporada): O dono britânico de uma boate clandestina em Paris chamada Demimonde, que se tornou uma figura poderosa durante o apocalipse.[5] Ele também é o pai biológico de Laurent.
- Melissa McBride como Carol Peletier (2ª temporada; convidada na 1ª temporada): Uma sobrevivente experiente e ex-membro do grupo de Rick Grimes, que se comunica com Daryl pelo rádio durante uma cena de flashback. McBride reprisa seu papel de The Walking Dead.[6]

### Recorrentes
- François Delaive como Dr. Lafleur: O pesquisador principal do Pouvoir que faz experiências em variantes de walkers.
- Eriq Ebouaney como Fallou Boukar: O líder de uma pequena comunidade no telhado em Paris que faz parte da Union de L'Espoir (União da Esperança), uma rede de resistência que trabalha contra Pouvoir.
- Tristan Zanchi como Emile: Um jovem membro da comunidade de Fallou que faz amizade com Sylvie.
- Lukerya Ilyashenko como Anna Valery: Uma cantora russa no Demimonde e namorada de Quinn.

### Convidados
- Catherine Arditi como Véronique (1ª temporada): A Madre Superiora em um convento no sul da França afiliado à União.
- Faustine Koziel como Lily Carriere (1ª temporada): A irmã grávida de Isabelle, que aparece em flashbacks ambientados nos primeiros dias do apocalipse.
- Kim Higelin como Lou: A líder de fato de um grupo de crianças que vivem em uma creche abandonada.
- Dominique Pinon como Antoine (1ª temporada): Um membro da comunidade de Fallou que cuida de um grupo de pombos-correio.
- Paloma como Coco: Uma artista de entretenimento no Demimonde.[7]
- Joel de la Fuente como Losang: O líder americano da União da Esperança de seu povoado principal em Mont-Saint-Michel.

## Episódios

### Resumo
| Temporada | Temporada | Episódios | Episódios | Originalmente exibido  | Originalmente exibido |
| Temporada | Temporada | Episódios | Episódios | Estreia da temporada   | Final da temporada    |
| --------- | --------- | --------- | --------- | ---------------------- | --------------------- |
|           | 1         | 6         | 6         | 10 de setembro de 2023 | 15 de outubro de 2023 |
|           | 2         | 6         | 6         | 29 de setembro de 2024 | 3 de novembro de 2024 |

### 1ª Temporada (2023)
| N.º na série | N.º na temp. | Título                                    | Dirigido por    | Escrito por                 | Exibição original      | Audiência (milhões) |
| --- | ------------ | ----------------------------------------- | --------------- | --------------------------- | ---------------------- | ------------------- |
| 1 | 1            | "L'âme Perdue"                            | Daniel Percival | David Zabel                 | 10 de setembro de 2023 | 0.631               |
| Daryl Dixon encalha na costa da França, perto de Marselha, e parte em direção aos Estados Unidos. Daryl encontra uma nova variante de zumbi conhecida como "burners" e sofre um ferimento no braço antes de conhecer Maribelle e seu avô, Guillaume. Os três são atacados por Henri e Michel, soldados da Causa, levando Daryl e Maribelle a matar os dois homens antes que Maribelle e Guillaume roubem Daryl e fujam. Os dois são posteriormente capturados pelo irmão de Michel, Codron, que mata Guillaume e busca vingança contra Daryl, acreditando erroneamente que ele foi o assassino de Michel. Daryl é encontrado por Isabelle, uma freira da União da Esperança, que o leva para sua abadia para tratamento. Isabelle apresenta Daryl a Laurent, um jovem em quem a União acredita ser o messias destinado a liderar a humanidade em um renascimento, enquanto ela acredita que Daryl é o mensageiro que deve entregar Laurent à União em Paris, mas ele rejeita a ideia e parte. Codron e seus homens atacam a abadia, matando a maioria das freiras, mas Daryl retorna e ajuda a repelir Codron e matar seus homens. Depois disso, Daryl concorda em ajudar em troca de Isabelle o levar ao porto de Le Havre. É revelado que Daryl foi capturado nos Estados Unidos e entregue a um navio da Causa que transportava sujeitos para experimentação, mas ele instigou um motim, destruiu a maior parte de suas pesquisas e escapou a bordo. O líder da Causa, Genet, ordena que Daryl seja encontrado.                                                                               |              |                                           |                 |                             |                        |                     |
| 2 | 2            | "Alouette"                                | Daniel Percival | Jason Richman & David Zabel | 17 de setembro de 2023 | 0.564               |
| Isabelle, usuária de drogas ilícitas e ladra, foge de Paris durante o surto inicial com seu namorado Quinn e sua irmã grávida Lily, antes de abandonar Quinn. Lily morre e dá à luz Laurent como um zumbi por meio de uma cesariana de emergência. No presente, o grupo perde sua mula e é capturado por um grupo de crianças que têm vivido em sua antiga pré-escola com sua professora moribunda Madame DuBois. Laurent faz amizades com as outras crianças, que dizem a ele que as freiras estão mentindo para ele. Precisando de um cavalo, Daryl se oferece para conseguir remédios para Madame DuBois se Lou o ajudar a invadir um castelo próximo de propriedade de um homem chamado La Tarasque. Lá dentro, Daryl confronta o homem, que é revelado como um americano do Texas chamado RJ Gaines. Gaines cai em sua própria vala de walkers e é devorado, enquanto as crianças resgatam Daryl. Enquanto isso, Madame DuBois morre e Daryl encoraja Lou a assumir o papel de líder deles. Daryl e os outros partem, mas Laurent expressa frustração com os segredos mantidos dele. Codron retorna ao mosteiro, onde encontra a mensagem gravada de Daryl, uma foto de Laurent e um mapa da rota do grupo para Paris. |              |                                           |                 |                             |                        |                     |
| 3 | 3            | "Paris Sera Toujours Paris"               | Tim Southam     | Coline Abert                | 24 de setembro de 2023 | 0.649               |
| Após uma breve parada em Angers, incluindo uma bizarra orquestra de zumbis executando o Boléro, o grupo de Daryl finalmente chega a Paris. Lá, após um encontro comovente com uma menininha - agora zumbi - que costumava ser vizinha de Isabelle, eles encontram uma comunidade liderada por um homem chamado Fallou. Com a ajuda deles, Daryl procura informações sobre um navio que possa levá-lo de volta à América, o que leva o grupo à boate Demimonde e a um reencontro com o ex-namorado de Isabelle, Quinn. Quinn revela que é o pai de Laurent e exige que Isabelle e Laurent fiquem com ele em troca de sua ajuda. Daryl rejeita o acordo e se prepara para partir sozinho após uma discussão com Isabelle, o que leva Laurent a fugir depois de ouvi-los. Codron se encontra com Genet, que concorda em deixá-lo liderar a busca por Daryl enquanto seu povo continua experimentando com os walkers. Pouvoir ataca a comunidade de Fallou e Isabelle procura por Laurent, enquanto Daryl cai pelo telhado após uma luta brutal com Codron. |              |                                           |                 |                             |                        |                     |
| 4 | 4            | "La Dame de Fer"                          | Tim Southam     | Shannon Goss                | 1 de outubro de 2023   | 0.719               |
| Genet inicia uma busca por Laurent, procurando eliminá-lo, pois ele é um símbolo de esperança para as pessoas. Como parte disso, Genet faz um acordo com Quinn, que busca Laurent para recuperar Isabelle. Após escapar de um prédio alagado e ter um sonho em que um Laurent rezando é ignorado por uma multidão de walkers, Daryl encontra Antoine, que é morto por guerriers, mas ele ajuda o homem moribundo a libertar seus pombos. Reunindo-se com Isabelle, Daryl rastreia Laurent até as ruínas da Torre Eiffel, onde o garoto quase se torna vítima de um rebanho. Durante o resgate, Laurent é sequestrado pelos homens de Quinn e levado para Demimonde. Com a ajuda de um prisioneiro, a quem ele tortura e mais tarde abandona para os zumbis, Daryl se infiltra na boate e resgata Laurent enquanto Fallou e seu povo criam uma distração. Daryl domina Quinn enquanto Anna, descontente com a obsessão de Quinn por Isabelle, os deixa partir. Apaixonada por Emile, Sylvie decide ficar em Paris com ele, enquanto Isabelle decide ficar para garantir que Quinn ajude a garantir a passagem de Daryl e Laurent, já que Genet bloqueia a cidade. Daryl e Laurent deixam Paris em um barco rumo ao Ninho, a principal base da União. |              |                                           |                 |                             |                        |                     |
| 5 | 5            | "Deux Amours"                             | Daniel Percival | Jason Richman & David Zabel | 8 de outubro de 2023   | 0.628               |
| No Maine, Daryl ajuda a capturar walkers em troca do combustível que ele precisa para voltar para casa. Ele brevemente entra em contato com Carol, que lhe diz que alguém voltou. Depois que Juno mata um jovem que Daryl estava orientando, uma altercação entre os dois faz com que eles sejam colocados no navio da Pouvoir; os dois trabalham juntos para escapar, mas Juno é despedaçado por um dos sujeitos de teste da Pouvoir que apresenta habilidades aprimoradas semelhantes a várias variantes. No presente, Isabelle luta para se ajustar a estar com Quinn novamente, chegando a considerar matá-lo com uma faca, e recebe uma mensagem oculta de Sylvie, Fallou e Emile. Isabelle concorda em participar de uma celebração da Pouvoir com Quinn, apenas para ter a invejosa Anna os trair. Daryl, Laurent e Azlan continuam sua jornada até o Ninho, mas Azlan é morto durante uma luta com vários zumbis. Antes de morrer, ele revela que o Ninho está em Mont-Saint-Michel, mas Laurent corta uma corda e deixa o barco deles flutuar, desejando ir para a América com Daryl. Os dois e Quinn são capturados por guerriers e Genet coage Laurent a mostrar apoio em um evento que ela realiza, onde Genet coloca Daryl em uma luta de gladiadores contra um de seus walkers aprimorados, sem saber que Sylvie, Fallou e Emile se infiltraram no evento. |              |                                           |                 |                             |                        |                     |
| 6 | 6            | "Coming Home" "(Voltando Para Casa)" (BR) | Daniel Percival | Laura Snow & Jason Richman  | 15 de outubro de 2023  | 0.688               |
| Após Daryl matar o walker, Daryl e Quinn, acorrentados juntos, matam vários zumbis aprimorados na luta de gladiadores antes de Fallou matar o guerrier que Genet ordenou que os matasse. No caos que se segue, o grupo consegue escapar, com um Quinn mordido se sacrificando para comprar tempo para Daryl, mas ele se reanima, forçando Laurent a derrubar seu pai biológico com o encorajamento de Daryl. Depois de seguir caminhos separados de Fallou e Emile, o grupo de Daryl retoma sua jornada em direção a Mont-Saint-Michel, mas é atacado pelos homens de Genet. Incapaz de se obrigar a matar uma criança, Codron atira nos outros guerriers, prometendo se vingar de Daryl em outro momento. Ao retornar, Genet deduz a traição de Codron e o tortura em busca de informações. O grupo de Daryl finalmente chega ao Ninho, onde se estabelecem, e Daryl fica dividido entre ficar na França e voltar para a América. Losang consegue arranjar passagem para Newfoundland para Daryl, que escolhe partir, apesar de Isabelle comparar seu abandono de Laurent ao abandono de Daryl por seu próprio pai. No Cimetière américain de Colleville-sur-Mer, Daryl visita o túmulo de seu avô, William T. Dixon, que morreu no Dia D. Em Omaha Beach, Daryl se prepara para embarcar em um barco, mas hesita quando Laurent é revelado como tendo o seguido secretamente e tem um rebanho de walkers se aproximando dele. Perto de Freeport, Maine, Carol procura por Daryl, encontrando sua motocicleta. Depois que Carol captura o piloto hostil, ele a direciona para onde a encontrou. |              |                                           |                 |                             |                        |                     |

Notas
1. ↑  Francês para "A Alma Perdida"
2. ↑  Francês para "Cotovia"
3. ↑  Francês para "Paris Será Sempre Paris"
4. ↑  Francês para "A Dama de Ferro"
5. ↑  Francês para "Dois Amores"

### 2ª temporada:The Book of Carol(2024)
| N.º na série | N.º na temp. | Título                         | Dirigido por    | Escrito por                                                         | Exibição original      | Audiência (milhões) |
| --- | ------------ | ------------------------------ | --------------- | ------------------------------------------------------------------- | ---------------------- | ------------------- |
| 7 | 1            | "La Gentillesse des Étrangers" | Greg Nicotero   | Shannon Goss                                                        | 29 de setembro de 2024 | 0.576               |
| Na França, duas semanas depois, Daryl treina Laurent para lutar contra os mortos-vivos e entra em choque com Losang sobre seus modos mais violentos em comparação ao pacifismo da União da Esperança. Depois que as tropas de Genet capturam Fallou e Emile, Daryl lidera um ataque e os resgata, embora Genet escape antes que ele possa atirar nela. No Maine, Carol encontra a oficina mecânica onde Daryl havia coletado os walkers, recupera sua besta perdida e força os homens a lhe dizerem que Daryl foi levado para a França. Procurando uma maneira de cruzar o oceano, Carol faz amizade com Ash Patel. Ash, cujo filho morreu, é dono de um pequeno avião; ele fica obsessivamente em sua propriedade — que tem um santuário para seu filho — em vez de se mudar para outro lugar. Embora Carol tenha entrado na estufa de Ash sem permissão, ele a salva de um ataque de zumbis. Ao jogar com suas simpatias e alegar que sua filha Sophia está na França, Carol convence Ash a levá-la para a França para que ela possa procurar por Sophia. Ash e Carol voam para longe no momento em que os zumbis invadem seu complexo durante uma falha de energia que os deixa entrar no portão. |              |                                |                 |                                                                     |                        |                     |
| 8 | 2            | "Moulin Rouge"                 | Daniel Percival | Keith Staskiewicz                                                   | 6 de outubro de 2024   | 0.497               |
| Aterrissando na Groenlândia, Carol e Ash encontram Eun e Hanna, duas cientistas pesquisadoras que as ajudam a lutar contra um ataque surpresa de zumbis, mas rapidamente se voltam contra elas. Enquanto Eun ameaça usar violência para forçar Ash a ser uma amante/doador de esperma, Carol convence Hanna, que segura a besta de Daryl com ela, a ajudá-las a escapar da Groenlândia. Hanna mata Eun, apenas para ser morta por Ash, que não sabe que Hanna mudou de lado. No Ninho, Daryl continua ensinando beisebol a Laurent enquanto se oferece para levá-lo e Isabelle de volta para a América. Laurent é então sequestrado, fazendo com que Daryl, Isabelle, Fallou e Emile lancem uma missão de resgate. O sequestro de Laurent, no entanto, é na verdade um estratagema para se livrar de Daryl em uma emboscada que falha. Antes de Isabelle matá-lo por sua traição, o traumatizado Emile explica que Losang estava preocupado que Daryl levaria Laurent embora e planeja testar a imunidade potencial de Laurent fazendo com que ele fosse mordido publicamente. Enquanto esperam a maré baixa, Daryl e Isabelle se beijam. Carol e Ash pousam em uma pista de corrida fora de Paris; a busca de Carol por Daryl a leva a ser levada pelo povo de Genet, que promete comida para atrair os moradores locais a se juntarem a eles. Losang descobre que Jacinta ordenou a morte de Daryl e seus amigos, mas é convencida a continuar com seus planos, independentemente de sua aversão por suas ações. Genet tortura Codron para obter informações, sem saber que ele possui o relógio de Azlan mostrando a localização do Ninho. |              |                                |                 |                                                                     |                        |                     |
| 9 | 3            | "L'Invisible"                  | Michael Slovis  | Lisa Zwerling                                                       | 13 de outubro de 2024  | 0.579               |
| Em um flashback, Genet e Sabine trabalham como zeladoras no Louvre, preparando-se para entrar em greve após abusos de supervisores; Genet tenta deixar seu marido entrar, mas testemunha sua morte do lado de fora por zumbis. No Ninho, Sylvie escapa, tentando encontrar Laurent, mas cai para a morte durante uma luta; Losang afirma que ela não tinha fé. Daryl, Isabelle e Fallou entram furtivamente no Ninho enquanto a cerimônia começa com Losang tentando fazer com que Sylvie zumbificada morda Laurent sedado. Daryl atira em Sylvie e ajuda os outros a escapar, mas é capturado após matar muitos soldados da União. Enquanto Laurent e Fallou fogem, Isabelle é capturada e admite seu amor por Daryl antes que Losang a leve para interrogatório. A busca de Carol por Daryl na base de Genet, Maison Mère, que abriga a Mona Lisa (Genet diz a Carol que as pinturas religiosas do Louvre convenceram sua fé de ser uma fraude), a leva a testemunhar a pesquisa de Genet sobre a criação de variantes de Amper e a Codron, que revela que Daryl está em perigo e diz a Carol como encontrar o Ninho. O amigo de Carol, Remy, a trai para salvar seu marido, Julien, dando a localização do Ninho para Genet. Depois que Carol alega estar tentando matar Daryl, Genet concorda em trabalhar com ela. Perto do Ninho, Genet se prepara para matar uma multidão, incluindo Carol, e transformá-los em Ampers como armas para seu ataque. |              |                                |                 |                                                                     |                        |                     |
| 10 | 4            | "Le Paradis Pour Toi"          | Michael Slovis  | Jason Richman & David Zabel                                         | 20 de outubro de 2024  | 0.480               |
| Carol finge-se de morta e escapa para o Ninho em um quadriciclo com Codron acorrentado na traseira para os zumbis devorarem. Ao ser solto, Codron defende o Ninho pelo bem de Laurent. Depois que Isabelle se recusa a dizer a Losang onde encontrar Laurent, ele a esfaqueia. Isabelle ajuda Carol a encontrar Daryl depois que Carol a salva de um Amper. Daryl convence um jovem assustado a libertá-lo, e ele se reúne com Carol. Isabelle morre nos braços de Daryl depois de fazê-lo prometer cuidar de Laurent, então Carol e Daryl escapam do Ninho quando ele cai para Genet. Genet interroga Losang, que se recusa a ajudá-la; ela argumenta que se ela encontrar Laurent, Deus deve favorecê-la. Rastreando Laurent e Fallou, Daryl e Carol conhecem Theo e Didi, um casal de idosos que forneceu um carro para os outros dois. Enquanto Daryl trabalha para fazer outro carro funcionar, Didi, que pensa que Carol é Isabelle, oferece conforto a Carol sobre as perdas de Carol e menciona que Laurent disse que Daryl ama Isabelle. Theo trai Daryl e Carol para Genet, levando a uma batalha onde as forças de Didi e Genet são mortas. Carol atira em Genet com seu próprio soro Amper, resultando na morte de Genet. Com Genet morta, Sabine e Pouvoir se voltam para Losang. Ele prega "perdão" e une as duas facções na caça por Laurent, que os levará à "terra prometida". |              |                                |                 |                                                                     |                        |                     |
| 11 | 5            | "Vouloir, C'est Pouvoir"       | Daniel Percival | Jason Richman & David Zabel                                         | 27 de outubro de 2024  | 0.504               |
| Daryl e Carol descobrem que Ash desapareceu; um homem preso na armadilha de Ash implora a Daryl para sacrificá-lo, e ele o faz. No Demimonde, agora administrado por Anna, Daryl e Carol descobrem que Pouvoir caiu após a morte de Genet, com alguns guerriers se juntando a Losang e outros trabalhando no clube. A dupla rastreia Ash até Maison Mère — que também caiu — onde ele ficou preso por um rebanho e ficou inconsciente enquanto tentava obter combustível para seu avião. Daryl transforma dois guerriers zumbificados em Ampers para se livrar do rebanho. Codron arrependido se rende à comunidade de Fallou, revelando a queda do Ninho para eles. Quando Losang aparece procurando por Laurent, Codron o ajuda a escapar para o Demimonde enquanto o povo de Fallou rejeita Losang; a multidão aplaude enquanto Fallou explica que se Laurent é necessário como prova, então Losang não tem fé real. Losang aparece no Demimonde e persegue sua presa até as Catacumbas de Paris. Codron mata o Dr. Lafleur e derrota Jacinta, que sobrevive; Daryl quase perde para Losang, mas o mata com uma caveira antes que ele e Codron façam as pazes um com o outro. Anna fornece o combustível que o avião precisa, mas Ash, furioso depois que Carol admite a verdade, revela que seu avião comporta apenas três pessoas, o que significa que alguém deve ficar para trás. |              |                                |                 |                                                                     |                        |                     |
| 12 | 6            | "Au Revoir les Enfants"        | Daniel Percival | Adaptação para TV: Jason Richman & David Zabel História: Laura Snow | 3 de novembro de 2024  | 0.476               |
| Daryl e Carol discutem sobre qual deles ficará para trás, embora Daryl convença Ash a levar Laurent para a Commonwealth. Carol também devolve a besta de Daryl para ele. Durante uma corrida de suprimentos, Fallou, Codron e sua nova amiga Akila são atacados por guerrilheiros procurando pelo avião enquanto Jacinta embosca Anna, eventualmente fazendo um acordo para dar a ela o avião e o piloto. No entanto, Anna, que se lembra de Laurent gentilmente, trai Jacinta e a leva para uma garagem cheia de Ampers. Jacinta é mordida, mas finalmente tranca Anna para ser devorada. A União e Pouvoir atacam a pista de corrida, mas Daryl, Fallou e Codron ganham tempo para Ash e Laurent escaparem, acompanhados por Carol que eventualmente escolhe ficar para trás. Devastada, Jacinta comete suicídio. Daryl revela a verdade sobre a morte de Michel para Codron enquanto Fallou decide ficar na França com Akila, tendo se apaixonado por ela. Os amigos de Fallou, o casal escocês Angus e Fiona, levam Daryl, Carol e Codron a tentar fazer a cruzada para Inglaterra usando o Chunnel; eles encontram soldados ingleses mortos e zumbis que, como grande parte do Chunnel, são bioluminescentes. Os efeitos psicoativos do morcego guano fazem com que todos tenham alucinações: Codron alucina Michel, eventualmente correndo atrás dele após lutar com Daryl, que ele pensou ter matado Michel como um zumbi, enquanto Carol alucina a si mesma como uma zumbi e também sua filha, finalmente ajudando Carol a aceitar sua morte; Daryl alucina Isabelle, vaga-lumes e seu avô. Daryl é forçado a matar os traiçoeiros Angus e Fiona em legítima defesa, e ele e Carol colocam máscaras de gás e deixam a França, indo para a Inglaterra. |              |                                |                 |                                                                     |                        |                     |

Notas
1. ↑  Francês para "A Gentileza de Estranhos"[10]
2. ↑  Francês para "Moinho Vermelho"
3. ↑  Francês para "O Invisível"
4. ↑  Francês para "O Paraíso para Você"
5. ↑  Francês para "Querer é poder"
6. ↑  Francês para "Adeus Crianças"

## Produção

### Desenvolvimento
A série foi anunciada em setembro de 2020 por Angela Kang e Scott M. Gimple. Reedus e McBride assinaram contrato para reprisar seus respectivos papéis na série de televisão.
Em abril de 2022, McBride saiu da série por motivos logísticos, uma vez que a produção estava programada para ser filmada na Europa em meados de 2022, e não era viável para McBride participar da série nessas circunstâncias geográficas. A série foi retrabalhada como um único projeto de Daryl. Dias depois, Kang havia deixado o papel de showrunner e foi substituída por David Zabel. O acordo teria sido selado nas últimas semanas antes da saída de McBride da série. Em outubro, a série recebeu o título de Daryl Dixon. Em janeiro de 2023, foi anunciado que a série seria intitulada The Walking Dead: Daryl Dixon e estrearia no final de 2023. Em julho de 2023, antes da estreia da primeira temporada, a série foi renovada para uma segunda temporada. A segunda temporada tem o subtítulo de The Book of Carol.

### Roteiro
Em setembro de 2020, Kang foi contratada como showrunner depois de dirigir as três temporadas finais de The Walking Dead.
Em abril de 2022, Kang deixou o cargo devido a outros compromissos e Zabel assumiu a posição. Os roteiros já estavam em processo de escrita nessa época, mas precisaram ser retrabalhados após a saída de McBride. Em setembro, em uma entrevista à Entertainment Weekly, Reedus explicou que a série estaria seguindo uma direção oposta à da série principal, apresentando uma história completamente diferente daquilo que já vimos com Daryl. No mês seguinte, Reedus afirmou que haveria rostos conhecidos da série principal no spin-off.

### Escolha de elenco
Em novembro de 2022, Clémence Poésy e Adam Nagaitis foram adicionados ao elenco principal. Em fevereiro de 2023, Anne Charrier, Eriq Ebanouey, Laika Blanc Francard, Romain Levi e Louis Puech Scigliuzzi foram anunciados como membros adicionais. O ator Jeffrey Dean Morgan indicou em um tweet em junho de 2023 que Melissa McBride retornará para interpretar Carol de alguma forma
 Na New York Comic Con de 2023, foi confirmado que McBride retornaria para a segunda temporada, além de aparecer no final da primeira temporada.

### Filmagens
A filmagem principal começou em 24 de outubro de 2022, em Paris, França. As filmagens da segunda temporada haviam começado na Europa e continuaram durante a greve de 2023 do SAG-AFTRA, devido a um acordo entre a AMC e o SAG-AFTRA para manter a produção da série em andamento.

## Lançamento
A série estreou em 10 de setembro de 2023 na AMC e AMC+. A segunda temporada, com o subtítulo The Book of Carol, estreará em 2024. Até o momento, não há previsão para a estreia em Portugal e no Brasil.

## Recepção
The Walking Dead: Daryl Dixon tem recebido geralmente críticas positivas dos críticos, com vários chamando-o de o melhor conteúdo de The Walking Dead em anos, embora alguns tenham observado suas semelhanças com a série de televisão The Last of Us. No Rotten Tomatoes, possui uma taxa de aprovação de 71%, com base em 38 avaliações, com uma média de 7,2/10. O consenso dos críticos do site é: "Colocando o personagem favorito dos fãs, Norman Reedus, em um cenário fresco, Daryl Dixon pode ser um tiro incerto com a besta, mas ainda oferece aos fiéis de The Walking Dead muito mais para mastigar."
O Metacritic, que utiliza uma média ponderada, atribuiu uma pontuação de 70 em 100, com base em 14 críticos, indicando "críticas geralmente favoráveis".
David Opie, da Digital Spy, deu-lhe uma classificação de 4/5 e chamou-o de "O melhor que The Walking Dead tem sido em anos". Chase Hutchinson, do Collider, atribuiu-lhe uma classificação "B" e aplaudiu a "performance estoica" de Norman Reedus, que trouxe uma "energia renovada ao personagem e tornou o spin-off digno de ser assistido". A série "enfoca mais nos personagens e nas emoções do que no espetáculo vazio, dando à história uma maior profundidade". Aaron Pruner, do TheWrap, fez uma análise positiva e destacou a "performance excepcional" de Clémence Poésy, concluindo que "é uma surpreendentemente bela, comovente e cativante experiência. Norman Reedus disse que estavam fazendo arte com esta série. E sabe de uma coisa? Ele não estava mentindo."